# Енбекши (Железинский район)
Енбекши (каз. Еңбекші) — село в Железинском районе Павлодарской области Казахстана. Расположено в 235 км к северу от областного центра — Павлодара и в 50 км к северо-востоку от районного центра — Железинки. Село является административным центром Енбекшинского сельского округа.

## История
В 1914 году крестьянами-переселенцами были основаны сёла Антоновка и Стояновка. В 1924 году состояли соответственно из 24 и 29 дворов. До 1928 года сёла входили в состав Урлютюпской волости Павлодарского уезда Семипалатинской губернии, затем Иртышской волости, Иртышского района. В 1935—1944 в составе Урлютюбского района, в 1944—1957 годах — Михайловского района, с 1957 года — Урлютюбского района (в 1964 году переименован в Железинский район).
Антоновка была центральной усадьбой бывшего зернового совхоза «Память Кирова», созданного в 1961 году на базе земель колхозов имени Сталина, «Путь к коммунизму», «Память Кирова» и Калининской МТС.
В 1993 году в результате слияния сёл Антоновка и Стояновка было образовано село Енбекши.

## Население
В 1999 году население села составляло 925 человек (452 мужчины и 473 женщины). По данным переписи 2009 года, в селе проживало 471 человек (233 мужчины и 238 женщин).

## Известные уроженцы
- Уалиев, Гахип Уалиевич